# Holler (canção)
"Holler" é uma canção do girl group britânico Spice Girls, lançado como uma das duas músicas escolhidas como o carro-chefe, do seu terceiro álbum de estúdio, Forever (2000). A canção foi escrita pelas integrantes das Spice Girls com Rodney Jerkins, LaShawn Daniels e Fred Jerkins III, com Jerkins também produzindo. O single foi lançado como um single lado duplo A junto com "Let Love Lead The Way", internacionalmente, em 23 de outubro de 2000, exceto nos Estados Unidos e no Canadá.
"Holler" é considerado uma música mais madura, com fortes influências de R&B, e com letras falando sobre prazer sexual. Críticos deram "Holler" opiniões favoráveis; Embora alguns pensassem que era muito diferente de seus sons anteriores. No entanto, a maioria elogiou seu groove funk e chamou-o de "uma agradável surpresa", escolhendo-o como uma das melhores faixas do álbum. O single foi um número um no Reino Unido, enquanto ele também atingiu top-dez, em mais de 10 países.

## Antecedentes e produção
Depois de lançar "Goodbye", como seu primeiro single sem a integrante  Geri Halliwell, em 1998, a banda fez uma pausa e só voltou a um estúdio de gravação em meados de 1999, quando Rodney Jerkins, se inscreveu para dar um novo  Som ao álbum. Jerkins também disse: "Eu saí para jantar com um casal, das Spice Girls, cerca de um mês e meio atrás e elas me disseram, que elas me querem, você sabe, fazer algum trabalho, em seu álbum, então eu estou pensando em ir Para Londres no final de janeiro, início de fevereiro para trabalhar no álbum, então elas devem ser legais. Estou pronto para isso, ele ainda terá um apelo pop, mas as batidas serão um pouco mais difíceis."
Mais tarde, em outubro de 1999, Jerkins também disse: "Eu fiz três músicas com elas, e todo que eu tenho mostrado para elas, não pode acreditar que é as Spice Girls. Eu gosto de criar para o artista no local. Tinha que fazer as Spice Girls 10 meses antes, mas eu não escrevi uma única letra ou fiz uma única faixa antes de chegar a Londres. Nós começamos a trabalhar, sobre as canções no dia em que eu as conheci, porque eu queria ter a vibração delas, Nós fizemos três músicas em cinco dias". Em dezembro de 1999, as garotas tocaram algumas faixas novas, durante a turnê "Christmas in Spiceworld Tour", incluindo "Holler".

## Lançamento

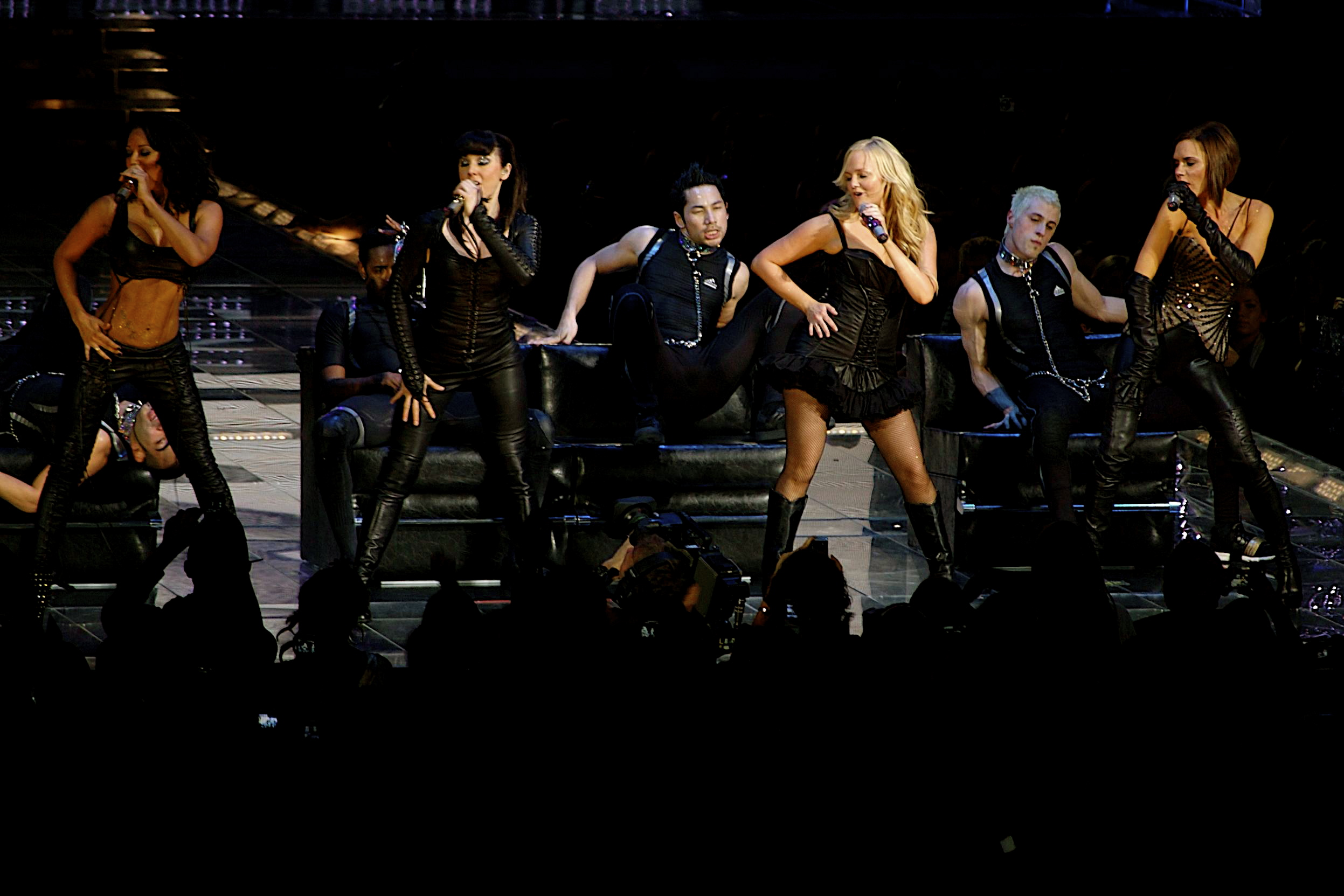
As Spice Girls, performando "Holler" em Toronto, Ontario, Canadá.

Em março de 2000, A BBC Radio, anunciou que o primeiro single do terceiro álbum do grupo, seria "Holler". No entanto, em maio, Melanie C disse em entrevista a Heat Magazine, que o primeiro single do álbum será uma balada intitulada "Let Love Lead the Way" e será lançado em agosto. Em julho de 2000, as meninas disseram que o primeiro single ainda não havia sido escolhido, e que ainda estavam em discussão, sobre qual seria o primeiro single. Finalmente, no final de julho, Melanie C confirmou a T4, que seu novo single seria um duplo A-Side com "Let Love Lead The Way" e "Holler", dizendo que o clipe de "Let Love Lead the Way" já havia sido filmado e o clipe de "Holler", seria filmado em breve. Em 1 de setembro de 2000, a emissora de rádio brasileira Jovem Pan, começou a tocar a faixa, sendo a única estação do planeta a toca-la primeiramente. Mais tarde, em 10 de setembro de 2000, a maioria das emissoras de rádio em todo o mundo, recebeu permissão para começar a tocar "Holler".

## Composição e interpretação lírica
"Holler" foi escrito pelas quatro Spices, Victoria Beckham, Melanie Brown, Emma Bunton e Melanie Chisholm, juntamente com Rodney Jerkins, LaShawn Daniels e Fred Jerkins III. A produção foli feita por Jerkins, sob seu nome de fase "Darkchild", quanto a produção vocal fosse feita por LaShawn Daniels. "Holler" representa uma mudança do antigo bubblegum pop para um pop mais maduro com uma pegada de R&B, adicionado com um "funky e up-beat". Liricamente, a canção fala sobre fazer um namorado ter um prazer sexual, com as meninas pedindo, para seus namorados realizarem suas fantasias e para eles não serem tímidos.
A canção começa com as meninas cantando a parte do refrão ("Eu quero fazer você gritar/Imagine-nos juntos/Não tenha medo de jogar o meu jogo"). Então, Mel B, diz a seu namorado para não tomar o seu tempo, convidando-o para o seu quarto, dizendo-lhe que vai desfrutar da sua estadia e que ele vai gostar de seus modos de despertá-lo. Mais tarde, Mel C, diz que ela vai se submeter a tudo o que ele quer que ela faça, Depois do primeiro refrão, Emma dá-lhe instruções sobre o que fazer e novamente, dizendo-lhe, para não ser tímido. Victoria, em seguida, garante que tudo o que eles fazem será confidencial. Em seguida, as meninas trocam de roupas, para o pré-refrão. Após o segundo refrão, Jerkins interrompe e diz "holler", adicionando um rapper a faixa, mais tarde, depois de repetir o segundo verso, o refrão é cantado mais duas vezes para terminar a canção.

## Recepção da critíca

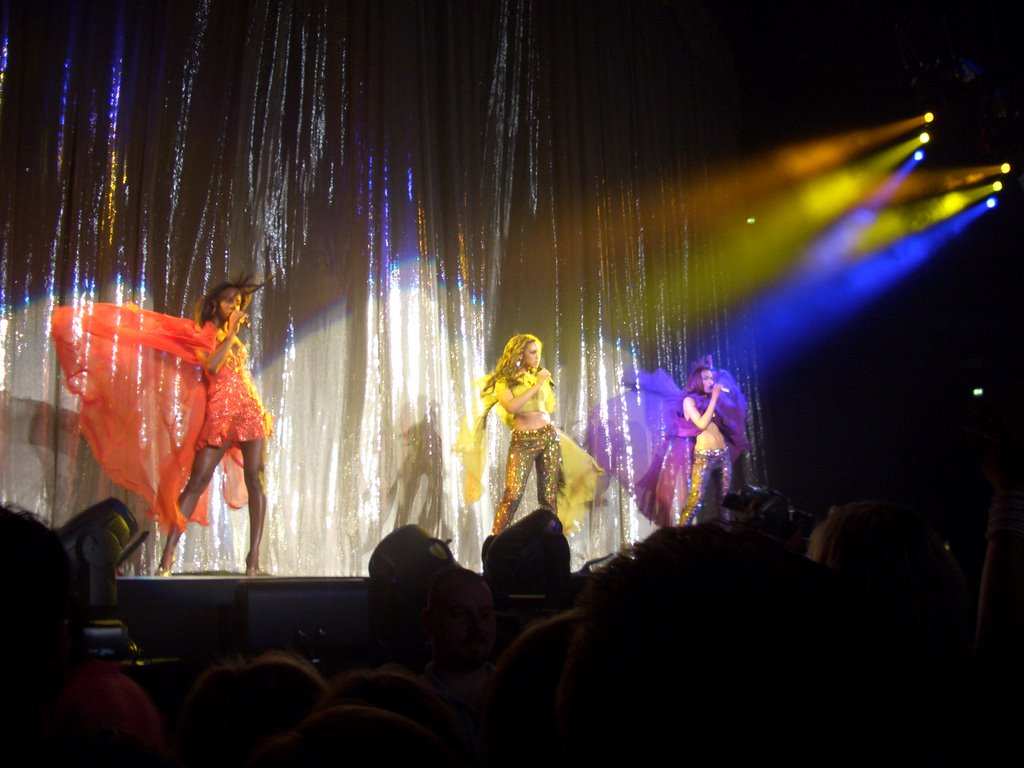
Destiny's Child em turnê Destiny Fulfilled ... And Lovin' It em 2005.

### Critíca
A canção recebeu críticas geralmente favoráveis da maioria dos críticos de música. Craig Seymour, do Entertainment Weekly, deu à faixa uma classificação "B-", escrevendo que as garotas "soam como se realmente, realmente quiserem ser as Destiny's Child", devido à faixa produzida por Rodney Jerkins, (que produziu "Say My Name"). Seymour também elogiou "seus encantos", elogiando o "ritmo fácil, mas funk, seus acentos britânicos exagerados (permitindo que rimem holler com follow), e familiar com Jerkins, com batidas cinéticas. Ele também o chamou de "sua razão mais atraente para dançar desde Say You'll Be There." Stephen Thomas Erlewine do AllMusic, simplesmente escolheu a música como um dos melhores do disco Forever. Dave Morales, do KHKS, escreveu que "quando eu ouvi a música, fiquei surpreso, essa coisa é um home run!." Erik Bradley, do B96 de Chicago, o chamou de "uma das agradáveis surpresas, do quarto trimestre", apontando Que "Holler, vai trazer as Spice Girls a todo o vapor!".
Cuby de Z100-New York, escreveu que a canção "captura o som do momento para o rádio Top 40. Esta é uma canção que merece um espaço nas playlists do 4º trimestre cheias de programadores." Whitney Matheson do USA Today, o chamou de similar Para as obras de Sister Sledge, Destiny's Child e Nu Shooz, escrevendo que, "enquanto a vibe de No Scrubs, está brevemente tentado-me a gritar uma palavra suja e nu o meu umbigo, dança as frases como "Não tenha medo de jogar". Nick Levine, do Digital Spy, escreveu que "os números de R&B de Jerkins, gotejantes do álbum Forever ("Holler", "Let Love Lead" e "The Way"), não conseguem capitalizar o sentimento muito britânico das garotas, mas funciona brilhantemente em dois níveis".

### Comercial
No Reino Unido, em 24 de outubro de 2000, os números de vendas antecipadas informaram que "Holler" estava programado para estrear no número um. Vendedo 31.000 cópias durante o primeiro dia na venda. Em 29 de outubro de 2000, a canção estreou no topo da UK Singles Chart, tornando-se o primeiro grupo feminino a ter nove singles em número 1. A canção transformou-se no décimo primeiro single número um de Melanie Chisholm no Reino Unido, como compositora, transformando-se na artista feminina com mais número uns do que qualquer outra, na história da parada. Ela manteve este título, até Madonna o superou em 2006 com "Sorry". No entanto, Mel C continua a ser a única artista feminina, a liderar as paradas como artista solo, como parte de um duo, quarteto e quinteto. O single também foi um sucesso no Canadá, alcançando o número 2 no Canadian Hot 100. Na Austrália, "Holler" foi um sucesso, estreando e atingindo o pico no número 2 na ARIA Charts, tornando-se o seu mais alto single no gráfico, desde "Viva Forever" em 1998. Na Nova Zelândia, a canção estreou no número 47 no gráfico RIANZ, permanecendo por mais uma semana na posição. Mais tarde, saltou para o número 36, também permanecendo por duas semanas na posição. Finalmente, depois de uma semana no número 29, a canção subiu para o número 2, tornando-se sua posição de pico e décimo single top-ten, consecutivo da banda.

## Videoclipe
O videoclipe, dirigido pelo diretor Jake Nava, começa com a camêra dando um zoom para dentro de uma pirâmide de vidro onde as quatro garotas estão dançando em círculo sobre uma plataforma. Cada uma das garotas representa um elemento diferente. O primeiro verso é cantado por Brown, representando o fogo, que aparece sentada num quarto escuro com fogo flamejando pelo chão. Chisholm é vista levitando sobre uma área de lama seca e rachada em um quarto com paredes de madeira enquanto o chão se transforma em grama viva; ela representa a terra. Bunton, usando um vestido azul curto e um casaco branco, dança em um quarto azul com teto d'água e reflexo de ondas nas paredes. Por fim, Beckham, que personifica o elemento ar, é vista dentro de um túnel de vento brincando com prismas brilhantes que passam voando por ela. Todas as garotas são então vistas juntas na pirâmide assistindo seus respectivos dançarinos, os quais são vistos nas cenas individuais, dançando na plataforma quadrada. No quarto de Chisholm, sobre um pedaço de madeira, há uma cobra que se transforma numa píton branca. Perto do fim, todas as quatro garotas se dão as mãos e formam um raio de energia que sai pelo topo da pirâmide clareando um céu escuro e tempestuoso. As garotas se juntam num abraço e o video termina.

## Apresentações ao vivo

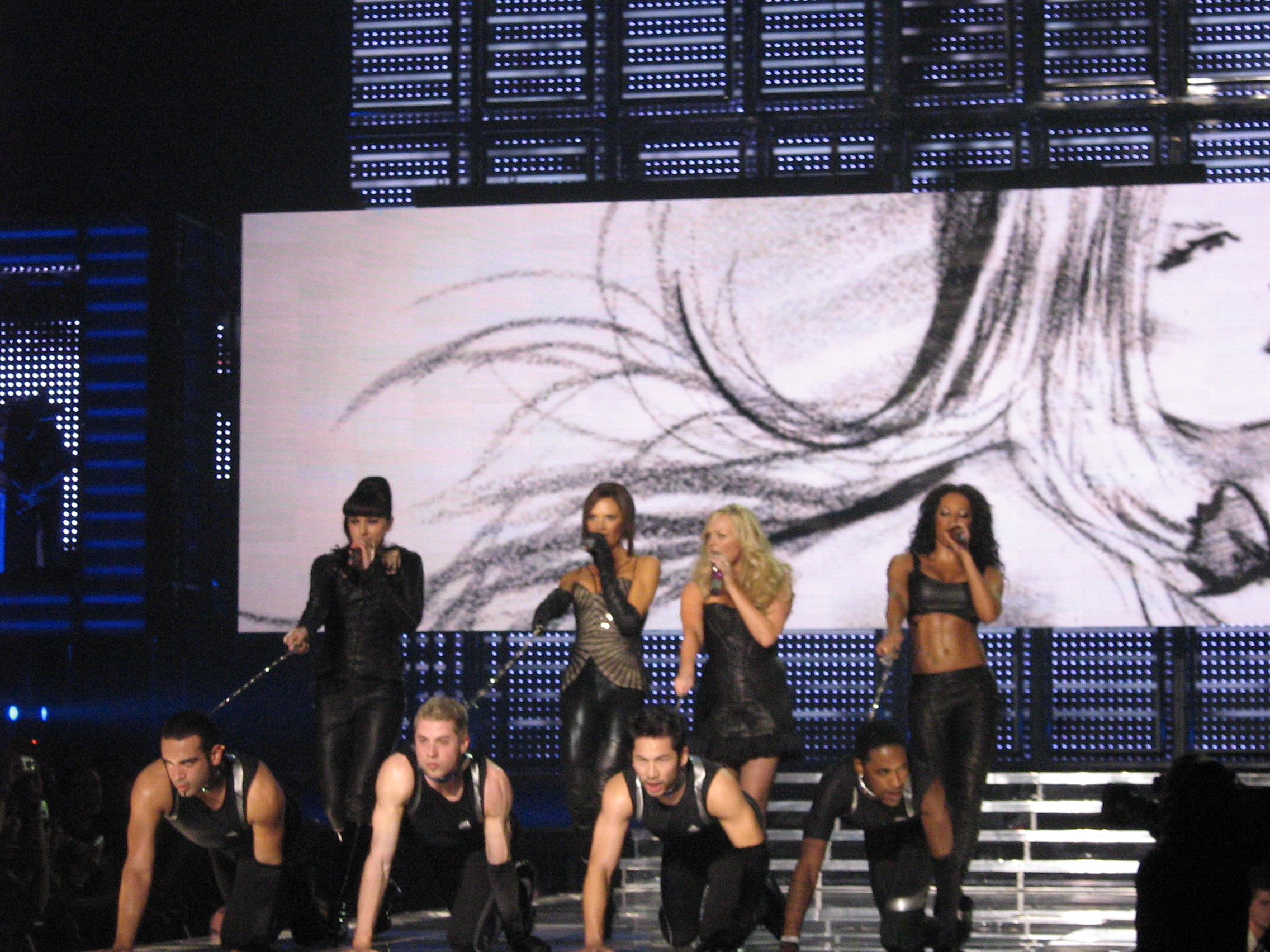
As Spice Girls performando "Holler" em Cologne, Alemanha.

O grupo cantou a música pela primeira vez em sua turnê "Christmas in Spiceworld Tour", em 1999, antes do lançamento do álbum Forever. Depois disso, o grupo cantou a música no premiação britânica Brit Awards no ano de 2000(esta apresentação nunca foi exibida) e na premiação da MTV européia MTV Europe Music Awards, de 2000.
As quatro integrantes do grupo cantaram a canção de novo em sua turnê de reunião, The Return of the Spice Girls, em 2007. Embora na época Geri Halliwell já tivesse reintergrado o grupo, ela não cantava essa canção, assim como a canção "Let Love Lead the Way", nessa turnê, o que simbolizava sua partida do grupo, no enredo do show (isto acontecia na canção "Viva Forever" quando Geri sumia debaixo do palco). Ela se juntava novamente a suas companheiras de grupo, assim que a canção terminava.

## Formatos e faixas
Estes são os formatos e listagens de faixas dos principais lançamentos individuais de "Holler".
| CD1 britânico/CD 2 americano /CD single sul africano 1. "Holler" (edição de rádio) – 3:55 2. "Let Love Lead the Way" (edição de rádio) – 4:15 3. "Holler" (MAW Remix) – 8:30 4. "Holler" (vídeo) CD single japonês 1. "Holler" (radio edit) – 3:55 2. "Let Love Lead the Way" (edição de rádio) – 4:15 3. "Holler" (Video) 4. "Let Love Lead the Way" (Video) 5. "Let Love Lead the Way" (4x30 sec Behind the Scenes Clips) | CD single europeu 1. "Holler" (edição de rádio) – 3:55 2. "Let Love Lead the Way" (edição de rádio) – 4:15 12" single britânico 1. A1: "Holler" (MAW Remix) – 8:30 2. A2: "Holler" (MAW Spice Beats) – 3:12 3. B1: "Holler" (MAW Tribal Vocal) – 7:10 4. B2: "Holler" (MAW Dub) – 6:46 5. C1: "Holler" (MAW Remix Instrumental) – 8:30 6. C2: "Holler" (MAW Tribal Instrumental) – 7:15 |

## Créditos
| - Spice Girls – Letras, vocais - Rodney Jerkins - Letras, Produtor, mixagem - LaShawn Daniels - Letras, produção vocal - Fred Jerkins III - Letras | - Harvey Mason Jr - Áudio - Brad Gilderman - gravação, mixagem de áudio - Dave Russell - assistente - Ian Robertson - assistente |

Publicado por Rodney Jerkins Produções/EMI Music Publishing Ltd., Fred Jerkins Música Publishing/Famous Music Corp, Música Avenue Ltd. Ltd., EMI Music Publishing (WP) Ltd.

## Desempenho nas tabelas musicais
| Chart (2000–01)                                 | Maior posição |
| ----------------------------------------------- | ------------- |
| Alemanha (Media Control AG)                     | 17            |
| Austrália (ARIA)                                | 2             |
| Áustria (Ö3 Austria Top 75)                     | 24            |
| Bélgica (Ultratop 50 de Flandres)               | 35            |
| Bélgica (Ultratop 40 da Valônia)                | 15            |
| Canadá (Canadian Singles Chart)                 | 2             |
| Dinamarca (Tracklisten)                         | 4             |
| Escócia (Scottish Singles Chart)                | 1             |
| Espanha (AFYVE)                                 | 5             |
| Estados Unidos (Bubbling Under Hot 100 Singles) | 12            |
| Estados Unidos (Billboard Dance Club Songs)     | 31            |
| Estados Unidos (Billboard Rhythmic)             | 40            |
| Europa (European Hot 100 Singles)               | 2             |
| Finlândia (Suomen virallinen lista)             | 6             |
| França (SNEP)                                   | 44            |
| Grécia (IFPI)                                   | 5             |
| Israel (Íslenski Listinn Topp 40)               | 4             |
| Irlanda (IRMA)                                  | 3             |
| Itália (FIMI)                                   | 3             |
| Noruega (VG-lista)                              | 4             |
| Nova Zelândia (NZ Top 10 Heatseekers)           | 2             |
| Países Baixos (Dutch Top 40)                    | 15            |
| Países Baixos (Mega Single Top 100)             | 12            |
| Portugal (AFP)                                  | 3             |
| Reino Unido (UK Singles Chart)                  | 1             |
| Romênia (Romanian Top 100)                      | 4             |
| Suécia (Sverigetopplistan)                      | 8             |
| Suíça (Schweizer Hitparade)                     | 15            |

| Chart (2000)                         | Posição |
| ------------------------------------ | ------- |
| Austrália (Australian Singles Chart) | 61      |
| Itália (Italy Singles Chart)         | 64      |
| Reino Unido (UK Singles Chart)       | 61      |

## Vendas e certificações
| Região                                                                                             | Certificação | Vendas  |
| -------------------------------------------------------------------------------------------------- | ------------ | ------- |
| Austrália (ARIA)                                                                                   | Platina      | 70,000^ |
| Nova Zelândia (RMNZ)                                                                               | Ouro         | 15,000* |
| Reino Unido (BPI)                                                                                  | Prata        | 260,000 |
| *números de vendas baseados somente na certificação ^distribuições baseadas apenas na certificação |              |         |